# HEC Lausanne
De Faculté des hautes études commerciales, of kortweg de HEC Lausanne is de businessschool van UNIL; de Universiteit van Lausanne.
- Gemeinsame Normdatei: 16097446-X
- International Standard Name Identifier: 0000 0001 1406 9461
- Virtual International Authority File: 166856399